# Пчелински бани
Пчелински бани е курортно селище – балнеоложки курорт с национално значение.
Намира се на 2 км северно от с. Пчелин, на 8 км северозападно от Костенец, на 30 км от Боровец и на 70 км от София. Селището е разположено във водосборния басейн на р. Марица, който обхваща южните склонове на Черни рид от Ихтиманска Средна гора, източните склонове на рид Шумнатица, североизточните склонове на Рила и Костенецката котловина.
В миналото селището е представлявало курортен комплекс с Лечебно-рехабилитационен център, Оздравителен детски дом, открит минерален басейн с плаж, Минерална баня. Понастоящем Лечебно-рехабилитационният център е приватизиран и преустроен в Спа Хотел „Виталис“  с два минерални басейни, а селищната минерална баня и басейнът с плажа не функционират. Открити са няколко малки частни хотела и се дават квартири под наем. В селището има множество нови частни вили.
При извора си минералната вода изтича с температура 72,8° и една от най-горещите в България. Подходяща е за лечение на заболявания на опорно-двигателния апарат, периферната нервна система, гинекологични и кожни заболявания, активира обмяната на веществата, стимулира оздравителните процеси при ставни и мускулни заболявания, помага при дихателни, алергични, кожни, стомашни и ендокринни здравословни проблеми.

## Галерия
- Хотел „Виталис“
- Старите Пчелински минерални бани
- Централният площад на Пчелински бани
- Параклисът „Рождество Богородично“ в Пчелински бани